# Allan Hebo Larsen
 Der er for få eller ingen kildehenvisninger i denne artikel, hvilket er et problem. Du kan hjælpe ved at angive troværdige kilder til de påstande, som fremføres i artiklen.

Alan Hebo Larsen (født 22. februar 1943) er en tidligere dansk fodboldtræner og fodboldspiller. Som spiller blev han Danmarksmester i fodbold og som træner vandt han den danske pokalturnering to gange.

## Spillerkarriere
Som aktiv var Allan Hebo Larsen med på det Hvidovre-mandskab, der i løbet af fem sæsoner gik hele vejen fra Danmarksserien og til at vinde det danske mesterskab i 1966. I 1969 skiftede Allan Hebo Larsen til svensk fodbold med en enkelt afstikker til Østrig.

## Trænerkarriere
I 1984 blev Allan Hebo Larsen cheftræner for Kalmar FF, hvor han tog over efter den senere landstræner for det danske landshold, Bo Johansson. I 1985 sluttede Kalmar på andenpladsen i Allsvenskan, klubbens indtil da bedste placering nogensinde. Året rykkede Kalmar dog ned, og Allan Hebo Larsen flyttede tilbage til Danmark, hvor han overtog ansvaret for de regerende danske mestre AGF.
Under Hebo Larsen vandt AGF i 1987 bronzemedaljer, samt Pokalturneringen to år i træk i 1987 og 1988. Men blot en måned efter pokalfinalesejren over Brøndby IF i 12.maj 1988 meddelte AGF, at man havde underskrevet en kontrakt med Jens Harmsen som cheftræner fra 1. januar 1989. AGF var gået til sommerpause på en 10. plads, og det var ikke acceptabelt på trods af pokaltriumfen.
Hebo Larsens sidste bedrift for klubben blev at kvalificere AGF til kvartfinalen i Europa Cup for Pokalvindere samme år. Han rykkede videre til Esbjerg fB og siden Ikast, som han sikrede oprykning til Superligaen i 1993. Sidste station som cheftræner blev B93 i 1. division, der fyrede Allan Hebo Larsen to kampe inde i 1994/95-sæsonen.